# Петер Іверс
Пе́тер І́верс (швед. Peter Iwers) (*15 травня 1975) — бас-гітарист шведського мелодік дез-метал гурту In Flames.
|  | Це незавершена стаття про музиканта або музикантку. Ви можете допомогти проєкту, виправивши або дописавши її. |